# Liste von Seen in Lettland
In Lettland gibt es 2256 Seen mit einer Fläche von mehr als einem Hektar. Diese Liste führt die größten auf:
| See              | Alternativname | Region     | Oberfläche [km²] | Umfang [km] | Inhalt [km³] | Größte Tiefe [m] | Anmerkung                    |
| ---------------- | -------------- | ---------- | ---------------- | ----------- | ------------ | ---------------- | ---------------------------- |
| Lubān-See        | Lubāns         | Lettgallen | 80,70            | 15,6        |              | 3,5              |                              |
| Rāzna-See        |                | Lettgallen | 57,56            | 12,1        | 0,405        | 17,0             |                              |
| Engure-See       |                | Kurland    | 40,46            | 17,9        | 0,0168       | 2,1              |                              |
| Burtnieker See   |                | Vidzeme    | 40,07            | 13,3        | 0,0881       | 4,1              |                              |
| Libauer See      | Liepājas ezers | Kurland    | 37,15            | 16,2        |              |                  |                              |
| Rigaer Stausee   |                | bei Riga   | 35,80            |             |              | 17,4             | künstlicher Stausee der Düna |
| Pļaviņas-Stausee |                | Lettgallen | 34,90            |             |              | 47               | künstlicher Stausee der Düna |
| Usma-See         |                | Kurland    | 34,69            | 13,5        | 0,19         | 27               |                              |
| Babīte-See       |                | Semgallen  | 25,56            | 14          |              | 1,7              |                              |
| Ķegums-Stausee   |                | Vidzeme    | 24,90            |             |              | 16,5             | künstlicher Stausee der Düna |
| Rušon-See        |                | Lettgallen | 23,73            | 13          | 0,0694       | 29,9             |                              |
| Sivers-See       |                | Lettgallen | 17,59            | 8,1         |              | 24,5             |                              |
| Kisch-See        | Ķišezers       | bei Riga   | 17,30            | 8,4         |              | 4,5              |                              |
| Alūksne-See      |                | Livland    | 15,43            | 6,6         |              | 15,2             |                              |
| Riču-See         |                | Lettgallen | 12,83            | 5,8         |              | 41,9             | Grenzsee zu Belarus          |
| Cirma-See        |                | Lettgallen | 12,61            |             |              | 8,5              |                              |
| Pape-See         |                | Kurland    | 12,05            | 8,3         | 0,00602      | 1,1              |                              |
| Kaņieris-See     |                | Kurland    | 11,28            | 5,2         | 0,0067       | 1,8              |                              |
| Esch-See         | Ežezers        | Lettgallen | 9,88             | 8,2         | 0,061        | 21               |                              |
| Großer Ludza-See |                | Lettgallen | 8,46             | 7,0         | 0,0309       | 6,5              |                              |
| Alaukst-See      |                | Livland    | 7,75             | 4,8         | 0,0258       | 7,0              |                              |
| Sauka-See        |                | Lettgallen | 7,71             | 6,2         | 0,0386       | 9,5              |                              |
| Drīdza-See       |                | Lettgallen | 7,53             | 9,8         |              | 66,2             | tiefster See Lettlands       |